# مملكة الرها
مملكة الرها أو أسروينا ((باليونانية: Ὁσροηνή)‏، (بالسريانية: ܡܠܟܘܬܐ ܕܒܝܬ ܐܘܪܗܝ)‏) كانت مملكة قديمة ظهرت في شمال بلاد ما بين النهرين بين نهاية القرن الثاني ق.م. وأوائل القرن الثالث الميلادي، تركزت المملكة بمدينة الرها تحت حكم السلالة الأبجرية، وهي سلالة عربية. وقعت مملكة الرها تحت نفوذ الإمبراطورية البارثية حتى أوائل القرن الثاني حين غزاها الرومان. قام كركلا بضم المملكة رسميا إلى الإمبراطورية الرومانية سنة 213 م. منهيا وجودها السياسي.

## الهوية
مملكة الرها وعاصمتها الرها في الجزيرة السورية، تسمت تلك المدينة «أورهي» وحكمتها سلالة الأباجرة، المؤرخ الروماني بلينيوس الأكبر الذي عاش في القرن الأول للميلاد ذكر: (سكان الرها وقوماجين هم عرب)-وكذلك في السريانية تسمى عربايا «وتعني العربية» تركزت المملكة بمدينة الرها تحت حكم السلالة الأبجرية. وقعت مملكة الرها تحت نفوذ الإمبراطورية الفارثية حتى أوائل القرن الثاني حين غزاها الرومان. قام كركلا بضم المملكة رسميا إلى الإمبراطورية الرومانية سنة 213 م. منهيا وجودها السياسي.
يرجع اصل الأسرة الحاكمة الأباجرة إلى أصول عربية بالرغم من تأثرهم لاحقا باللغة الآرامية.

## التاريخ
يعود تاريخ الرها إلى الفترة الآشورية والبابلية حيث عرفت في الحوليات الآشورية باسم «أدما» وهو ما يؤكده ابن بهلول في معجمه. مر بها الطريق الملكي بين سوسا وسارديس خلال العهد الأخميني بين 550-330 ق.م. أدى سقوط الإمبراطوية الأخمينية على يد الإسكندر المقدوني إلى انتشار الثقافة الهيلينية في الشرق الأوسط وقام أحد خلفائه سلوقس نيكاتور بإعادة بناء الرها وتطويرها كأحد مراكز الإمبراطورية السلوقية تحت اسم «أديسا» (باليونانية: Ἔδεσσα)‏.
غير أنه بالرغم من قيام السلوقيون باستقدام مستوطنين يونان حافظت الرها على طابعها السامي من خلال احتفاظها باللغة الآرامية، وهو الأمر الذي يفسر علاقتها الضعيفة باليونانيين بعد سقوط السلوقيين مقارنة بغيرها من المدن السلوقية في سوريا.
بوصول الحكم الفارثي سيطرت على الرها أسرة عرفت بين المؤرخين بالأبجرية نتيجة لتكرار اسم أبجر بكثرة بين أفرادها. حملت بعض أسماء الحكام الأباجرة أسماء قريبة من العربية، غير أن المعلومات حول أصل هذه الأسرة وسبب وصولها للرها غير معروفة. ويفترض أن الأباجرة كانوا حلفاء للغزاة الفارثييين استغلوا الأوضاع غير المستقرة بالمنطقة ليؤسسوا سلطتهم عليها. وبحسب مخطوطة زقنين تأسست مملكة الرها حوالي سنة 135 ق.م. بينما تقدرها مخطوطة الرها بسنة 132/131 ق.م.
بالرغم من الغموض التام الذي شاب العقود الأولى من الحكم الأبجري غير أن التأثير الفارثي يظهر بوضوح على المجتمع الرهاوي. كما لا يعرف كيف تغيرت التركيبة السكانية للمدينة التي كون العنصر الهيليني حوالي نصف عدد سكانها.
حظت مملكة الرها باهتمام الرومان بعد أن بسط بومبي سيطرته على سوريا سنة 64 ق.م. وتأسست علاقة ودية بين الرها وروما حين تعاون تعاون الملك أبجر مع الجنرال الروماني ماركوس ليسينيوس كراسوس في حملة ضد الفارثييين بعد عشر سنوات انتهت بفشل روماني نتيجة لخيانة أبجر لهم، غير أن مصادر أخرى ترجيء هزيمة الرومان إلى عدم خبرة أبجر في القتال.
يذكر تاسيتوس حادثة أخرى حاول فيه الرومان وضع مهرداتس على العرش الأرمني فأرسلوا أبجر لدعمه غير أن الأخير خانه واحتجزته فترة قبل أن تخلى عنه في حدياب ما سبب هزيمته أمام منافسه على العرش غوتارزس. وبغض النظر عن صحة هذه الرواية إلا أنها تؤكد اعتماد الرومان على مملكة الرها برغم من كونها تحت النفوذ الفارثي في هذه الفترة.
لا يعرف بالضبط مدى توسع مملكة الرها غربا غير أن تاسيتوس يلمح إلى وصول حدودها حتى مدينتي أفاميا وزوغما في سوريا.
استغل الملوك الرهاويون فترة الحرب الأهلية بين سبتيموس سفيروس وبسكينيوس نيجر سنة 194 م. فتحالفوا مع الحديابيين والحضريين ضد الرومان وحاصروا نصيبين غير أن سبتيميوس تمكن من هزيمتهم وجعل من مملكة الرها ولاية رومانية بينما أصبحت عاصمتها مملكة هامشية تابعة لروما.
قام كركلا بإلغاء مملكة الرها بشكل نهائي وضمها إلى ولاية الرها وجعل من عاصمتها مستوطنة رومانية سنة 213 م.
غير أن الملوك احتفظوا بمنصبهم بالرغم من تبعيتهم الكاملة للرومان، على أن الوضع تغير حين اجتاح البارثيون ما بين النهرين فتمكن الرومان من هزيمتهم وإعادة تأسيس مستعمرة الرها. بسبب هذه التحولات انسحاب آخر الملوك الأباجرة إلى مدينة روما حوالي سنة 244 م.

## الثقافة

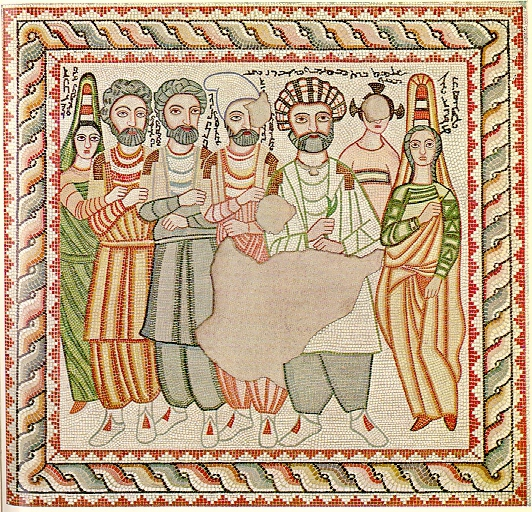
لوحة فسيفساء من الرها لعائلة مقيم بن الأبجر، القرن الثالث

تظهر ثقافة مملكة الرها في أوائل عهدها بمنظار هيليني الذي لا يفرق بين الثقافات المشرقية المتعددة التي تميزت بها سواء كان القوام الأساسي لها سرياني أو خليط فارثي/سامي. وبالرغم من نشوء الرها كمدينة سلوقية غير أنها خضعت لتحولات عدة خلال فترة سيطرة ملوك متحدثين بالسريانية وأباطرة فارثييين عليها قبل وقوعها بيد الرومان ما يلقي بتساؤلات عدة حول مدى توغل الثقافة الهيلينية في مجتمعها.
على أنه من المؤكد أن اللغة السريانية استبدلت اليونانية بشكل شبه كامل في العهد الأبجري بشكل أكبر بكثير من غيرها من الممالك والمستوطنات المتحدثة بالآرامية كتدمر ودورة يوروبوليس التي احتفظت باليونانية بجانب لغتها المحلية.
غير أن نهاية السلالة الأبجرية ووقوع الرها تحت السيطرة الرومانية المباشرة آذن بعودة اللغة اليونانية التي كانت تستعمل كلغة إدارية في شرق الإمبراطورية الرومانية. كما أدى اعتماد المسيحية كديانة رسمية على يد قسطنطين جعل الرها التي كانت المسيحية متأصلة بها منذ قرون مركزا مسيحيا هاما فتطورت بها مدرسة لاهوتية كانت قد نشأت على يد برديصان عملت كذلك إلى نشر الفلسفة اليونانية.
تميزت الرها بلهجة آرامية وسطى ميزتها عن غيرها من الممالك المتحدثة بالآرامية التي استعملت لهجات مقاربة خصوصا في لهجات الممالك العربية كالنبطية والتدمرية والحضرية. تعود أقدم النقوشات بالخط السرياني إلى سنة 6 م. وعثر عليها في بلدة بيرجيك بتركيا حاليا. وتبدو الوثنية طاغية في النقوشات الرهاوية القديمة دون وجود أي ذكر لليهودية أو المسيحية وتميزت النقوش الموزايكية السريانية بكونها مكتوبة من أعلى لأسفل واستمر هذا الأسلوب في النقش حتى القرنين الخمس والسادس.
وبخلاف غيرها من اللهجات الآرامية المذكورة آنفا، أدى اتخاذ المسيحيين المتحدثين بالآرامية لهجة الرها السريانية لغة أدبية لهم منذ القرن الثاني الميلادي إلى تطورها لتصبح اللغة الطقسية للمسيحية السريانية منتجة بذلك إرث أدبي مسيحي هام.

## الدين
تعطي كتب اللاهوتي الغنوصي برديصان والخطيب مليطون الفيلسوف فكرة عامة عن الديانة والآلهة التي عبدت في مملكة الرها. فيذكر مليطون أن الرهاويون بجلوا إلهة متعلقة بالكتابة تجسدت على هيئة امرأة يهودية أو عربية أنقذت أحد شرفاء المدينة من خصومه. كما يذكر برديصان قيام الرهاويون بخصي انفسهم خلال طقوس عبادة الإلهة ترعاثا التي وقع مزارها في منبج.بالرغم من الغموض التام الذي شاب العقود الأولى من الحكم الأبجري غير أن التأثير الفارثي يظهر بوضوح على المجتمع الرهاوي. كما لا يعرف كيف تغيرت التركيبة السكانية للمدينة التي كون العنصر الهيليني حوالي نصف عدد سكانها.
تذكر العقيدة الأدية التي تنسب إلى أدي أحد تلامذة يسوع مجموعة من الآلهة التي عبدها الرهاويون منها بيل ونابو وهما إلهان بابليان انتشرت عبادتهما في الهلال الخصيب. ويبدو من الكتابات المسيحية اللاحقة أن هذان الإلهان كانا أهم آلهة البانثيون الرهاوي.
يعتبر لوقيان الشميشطي مصدرا آخر في تحديد الآلهة التي انتشرت في مملكة الرها، فيذكر بجانب ترعاثا/أترجاتيس إله السماء هدد. من بين الآلهة الأخرى التي يأتي ذكرها بشكل موجز في النقوش السريانية القديمة منها مارإلاهي (سيد الآلهة) الذي يعرف كذلك باسم بعلشمين (سيد السماء) وكذلك إله القمر سين.
من الآلهة الأخرى كذلك أيلول المرتبط بشهر أيلول الذي يظهر في نقش جداري وناحاي الذي يظهر في قطعة نقدية ويمكن مناظرته بإله عربي ذو اسم مشابه.
عرفت مملكة الرها بوجود مجتمع يهودي حيث قدر اليهود بحوالي 12% من مجموع سكان مدينة الرها وهي نسبة عالية للغاية مقارنة بمدن سوريا الأخرى. عمل اليهود على ترجمة الكتاب المقدس العبري إلى اللغة السريانية وهو ما شكل العهد القديم في البشيطتا.
بحسب العقيدة الأدية التي يأتي يوسيبيوس على ذكرها يراسل يسوع ملك الرها أبجر الأسود على أمل القدوم وعلاجه من البرص، غير أن يسوع يرسل بدلا عنه أدي أحد رسله الإثنين والسبعون الذي ينشر المسيحية بمملكته. انتشرت هذه القصة بعدة لغات ما عمل على منح مدينة الرها لقب المدينة المقدسة كما عرفت مملكة الرها كأول مملكة مسيحية لهذا السبب كذلك.
وبالرغم من عدم وجود أساس تاريخي لهذه الرواية غير أنه من المؤكد أن المسيحية انتشرت بسرعة ضمن حدود مملكة الرها فيذكر وجود كنيسة مسيحية هدمت خلال فيضان سنة 201 م. كما يذكر نقش أبريسيوس لقاء الراهب الفريجي المتوفي سنة 167 م. بمسيحيين أينما حل بين الرها ونصيبين.
وارتبطت المسيحية بالرها منذ نشأتها بعدة خلافات كنسية، فخلال القرن الثاني الميلادي لقيت الأفكار الغنوصية قبولا واسعا في الرها ومحيطها السوري-النهريني بشكل عام، ولعل برديصان أبرز ممثل لهذه الأفكار في مدينة الرها.

## حكام مملكة الرها
1. أريو (132-127) ق.م
2. عبدو بن زرعو (127-120) ق.م
3. أبراداشت (120-115) ق.م، وخلفه
4. بكرو الأول (115-112)
5. بكرو الثاني (112-94) ق.م
6. معنو (94) ق.م
7. أبجر بيقا (94-68) ق.م
8. أبجر الثاني (68-53) ق.م
9. معنو الثاني الذي لقب نفسه بألاها (52-29) ق.م
10. أبجر الثالث (29_26) ق.م
11. أبجر الرابع سوماقا (الأحمر) (26-23) ق.م
12. معنو الثالث بسبلول (23-4) ق.م
13. أبجر الخامس أوكاما (الأسود) (4 ق.م- 6 م)
14. معنو الرابع (6-13) م،
15. أبجر الخامس أوكاما (الأسود) (13 - 50) م
16. معنو الخامس (50-57) م
17. معنو السادس (57-71) م
18. أبجر السادس (71-91) م
19. سنطاروق (91- 109) م
20. أبجر السابع أبن ايزاط (109- 116) م
21. برتسباط (116- 123) م، حاكم من الفرثيين
22. معنو السابع أبن ايزاط (123-139) م
23. معنو الثامن (139- 163) الذي
24. أبجر الثامن (164- 167) م
25. معنو الثامن (167- 179) م
26. أبجر التاسع (179-214) م
27. سيفير أبجر العاشر (214-242) م
28. أبجر الحادي عشر أبراهاط (242- 244)م[39]